# Георг фон Меч
Георг фон Меч (на немски: Georg von Metzsch, Herr zu Schönfeld-Plohn; * ок. 1475; † 1534) от саксонския род фон Меч от Фогтланд, Саксония е господар на Шьонфелд (част от Грайц в Тюрингия) и Плон (част от Ленгенфелд в Саксония).
Той е син на Ханс фон Меч, господар на Шонфелд, ланд-фогт в Алтенбург(* ок. 1440; † 14 октомври 1483) и съпругата му Маргарета фон дер Габленц (* ок. 1448). Внук е на Ханс фон Меч, господар на Шонфелд († 1444) и Маргарета фон Кройц (* ок. 1411). Правнук е на Конрад фон Меч.
Дядо му Ханс получава през 1441 г. замък Плон. Фамилията фон Меч е издигната на фрайхер (1699) и на граф (1703 – 1740).

## Фамилия
Георг фон Меч се жени ок. 1505 г. за Катарина фон Тетау (* ок. 1480), дъщеря на Алберт фон Тетау, господар на Шилбах († сл. 1534) и Юдит фон Магвиц (* ок. 1457). Те имат една дъщеря:
- Барбара фон Меч (* 1507; † 1 април 1580 в Грайц), омъжена ок. 1524 г. или на 10 януари 1533 г. за Хайнрих XIV Ройс цу Грайц-Кранихфелд (* ок. 1506; † 22 март 1572 в Грайц)[3]